# Chefferies traditionnelles au Cameroun
 (décembre 2023).
Si vous disposez d'ouvrages ou d'articles de référence ou si vous connaissez des sites web de qualité traitant du thème abordé ici, merci de compléter l'article en donnant les références utiles à sa vérifiabilité et en les liant à la section « Notes et références ».
 (décembre 2023).
La mise en forme du texte ne suit pas les recommandations de Wikipédia : il faut le « wikifier ».
Les points d'amélioration suivants sont les cas les plus fréquents. Le détail des points à revoir est peut-être précisé sur la page de discussion.
- Les titres sont pré-formatés par le logiciel. Ils ne sont ni en capitales, ni en gras.
- Le texte ne doit pas être écrit en capitales (les noms de famille non plus), ni en gras, ni en italique, ni en « petit »…
- Le gras n'est utilisé que pour surligner le titre de l'article dans l'introduction, une seule fois.
- L'italique est rarement utilisé : mots en langue étrangère, titres d'œuvres, noms de bateaux, etc.
- Les citations ne sont pas en italique mais en corps de texte normal. Elles sont entourées par des guillemets français : « et ».
- Les listes à puces sont à éviter, des paragraphes rédigés étant largement préférés. Les tableaux sont à réserver à la présentation de données structurées (résultats, etc.).
- Les appels de note de bas de page (petits chiffres en exposant, introduits par l'outil «  Source ») sont à placer entre la fin de phrase et le point final[comme ça].
- Les liens internes (vers d'autres articles de Wikipédia) sont à choisir avec parcimonie. Créez des liens vers des articles approfondissant le sujet. Les termes génériques sans rapport avec le sujet sont à éviter, ainsi que les répétitions de liens vers un même terme.
- Les liens externes sont à placer uniquement dans une section « Liens externes », à la fin de l'article. Ces liens sont à choisir avec parcimonie suivant les règles définies. Si un lien sert de source à l'article, son insertion dans le texte est à faire par les notes de bas de page.
- La présentation des références doit suivre les conventions bibliographiques. Il est recommandé d'utiliser les modèles {{Ouvrage}}, {{Chapitre}}, {{Article}}, {{Lien web}} et/ou {{Bibliographie}}. Le mode d'édition visuel peut mettre en forme automatiquement les références.
- Insérer une infobox (cadre d'informations à droite) n'est pas obligatoire pour parachever la mise en page.

Pour une aide détaillée, merci de consulter Aide:Wikification.
Si vous pensez que ces points ont été résolus, vous pouvez retirer ce bandeau et améliorer la mise en forme d'un autre article.

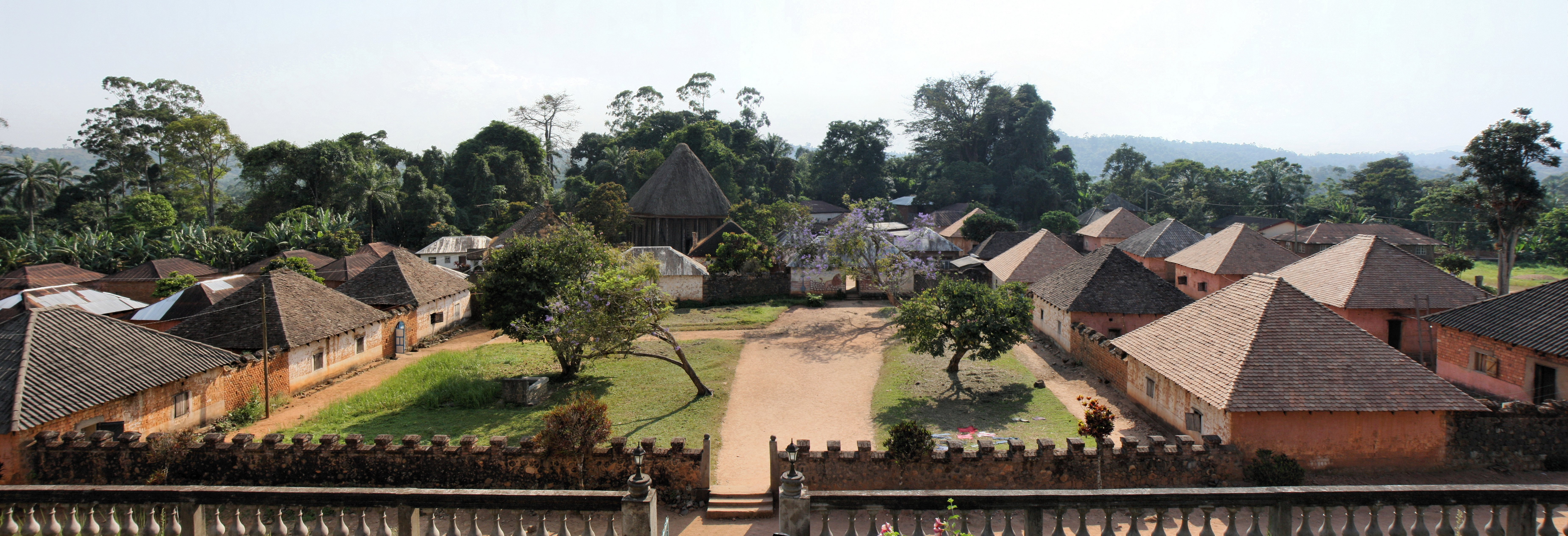
Ensemble architectural de la chefferie de Bafut (Région du Nord-Ouest).

Les Royaumes traditionnels sont un échelon de l'organisation administrative au Cameroun. Ces institutions sont régies par un décret de 1977. La loi constitutionnelle du 18 janvier 1996 assure la représentation des royaumes (chefferies traditionnelles) en prévoyant leur présence dans les conseils régionaux.
Les Royaumes (chefferies) peuvent être du premier, deuxième ou troisième degré selon leur importance territoriale ou historique.

## Origine des chefferies
Les chefferies traditionnelles du Cameroun sont à l'origine des micro-états, ou des états vassaux d'états pré-coloniaux. Elles pouvaient prendre trois formes :
- Nord (peuples peuls) : grands lamidats féodaux « tout-puissants »[7];
- Ouest (Grassland) : les chefferies tirent leur pouvoir d'une longue tradition rituelle[8];
- Est, Centre et Sud : chefferies patriarcales, pouvoir d'arbitrage entre individus[9].

## Statut administratif des chefs traditionnels
À l'époque coloniale, les puissances européennes qui se sont succédé au Cameroun s'appuieront sur les chefferies pour asseoir leur pouvoir, le chef traditionnel devenant alors l'indispensable auxiliaire entre la population et le pouvoir colonial.
À l'indépendance, le président Ahidjo s'appuiera sur ces chefferies pour conserver la maîtrise du territoire national, en s'assurant la loyauté des chefs traditionnels par un système clientéliste. Ceux-ci étaient membres de droit du bureau local du parti présidentiel.
En 1977, toutefois, un nouveau statut est adopté qui transfère certains pouvoirs administratifs aux maires en vertu du Décret N°77/245 du 15 juillet 1977 portant organisation des chefferies traditionnelles.
Aujourd'hui, les chefs ont un statut d'auxiliaire administratif. Ils servent de lien entre l'administration et les populations du village et ont encore autorité pour rendre la justice traditionnelle (notamment pour les affaires foncières et civiles, dont les successions), même si la suppression de cette compétence est réclamée par diverses associations de défense des droits de l'homme.

### Nomination
Les chefs traditionnels sont nommés sur avis des « notables » de la chefferie. L'autorité administrative entérine ensuite leur nomination, laquelle est publiée au journal officiel. Toutefois, il arrive que l'administration refuse le choix des notables et imposent un autre chef. Ce cas reste toutefois très rare.
À la tête de la Chefferie, la succession va du père à son descendant direct (fils du défunt chef). Ce successeur généralement le fils aîné est choisi par son père avant sa mort.

### Catégorie de chefferies
Les chefferies sont catégorisées en degré selon leur taille et leur hiérarchie historique :
- premier degré : Chefferie qui couvre au moins deux chefferies du deuxième degré et dont le territoire ne peut aller au-delà des limites départementales ;
- deuxième degré : Chefferie qui couvre au moins deux chefferies du troisième degré et dont le territoire ne peut aller au-delà des limites d'arrondissements ;
- troisième degré : village, en milieu rural ou quartier, en milieu urbain.

Ces degrés représentent la hiérarchie des chefferies entre elles et constituent la nomenclature nationale des chefferies traditionnelles au Cameroun.

### Nombres de chefferies de1eret2ddegré
Le Ministère de l’Administration territoriale (MINAT) dénombre au Cameroun en octobre 2012 80 chefferies de premier degré et 862 chefferies de deuxième degré.
| Région       | chef-lieu  | Nombre de chefferie de 1er degré | Nombre de chefferie de 2nd degré |
| ------------ | ---------- | -------------------------------- | -------------------------------- |
| Adamaoua     | Ngaoundéré | 6                                | 17                               |
| Centre       | Yaoundé    | 7                                | 166                              |
| Est          | Bertoua    | 7                                | 59                               |
| Extrême-Nord | Maroua     | 19                               | 159                              |
| Littoral     | Douala     | 11                               | 50                               |
| Nord         | Garoua     | 5                                | 33                               |
| Nord-Ouest   | Bamenda    | 5                                | 123                              |
| Ouest        | Bafoussam  | 11                               | 108                              |
| Sud          | Ebolowa    | 3                                | 105                              |
| Sud-Ouest    | Buéa       | 6                                | 42                               |
| TOTAL        |            | 80                               | 862                              |

## Pouvoirs des chefferies

### Influence traditionnelle
Les rois traditionnels conservent une forte influence morale et spirituelle sur leurs administrés. Néanmoins, du fait de l'absence de nombreux rois de leurs villages (ceux-ci étant par ailleurs fonctionnaires, hommes d'affaires, etc.), les royaumes (chefferies ) perdent peu à peu de leur influence, souvent au profit des élus locaux, comme les maires ou les députés.

### Pouvoir juridique
En 1963, la cour suprême du Cameroun a jugé que partout où il a été légiféré, la loi l'emporte sur la coutume. Elle ne s'applique que dans les vides législatifs. De même, la coutume ne peut aller contre la constitution.
En matière foncière, la coutume a longtemps été utilisée faute de droit écrit, mais la loi a prévu la transformation de la propriété coutumière en titre foncier sous peine de déchéance.
Les litiges coutumiers peuvent être tranchés par des tribunaux coutumiers, mais ceux-ci sont appelés à disparaître au profit des tribunaux de premier degré.

## Critique de l'institution chefferiale
- Si vous ne connaissez pas le sujet, laissez ce bandeau (vous pouvez alors contacter les auteurs).
- Si vous supprimez le contenu mis en cause (vous pouvez préalablement contacter les auteurs),

argumentez précisément cette suppression dans la page de discussion
(un manque de référence n'est pas un argument ; une recherche réelle de référence doit avoir été effectuée, être formellement documentée).
Les critiques de l'institution chefferiale dénoncent sa gouvernance et soulignent en général la perception qu'elle aurait un caractère anachronique et un aspect anti-démocratique.
Par ailleurs, il a été régulièrement soulevé le caractère anti-constitutionnel de l'institution, puisque celle-ci prévoit que les individus naissent libres et égaux en droit, principe incompatible avec le principe d'hérédité de la plupart des chefferies.

## Les principaux royaumes par région

### Adamaoua
Le Ministère de l'Administration territoriale (MINAT) dénombre en octobre 2012, 6 chefferies de premier degré et 17 chefferies de deuxième degré pour la région de l'Adamaoua. Dans cette région, les chefferies sont principalement appelées des lamidats.
| Département | Arrondissement | Dénomination de la chefferie | Nom du chef             | Degré | Nombre d’habitants | Période |
| ----------- | -------------- | ---------------------------- | ----------------------- | ----- | ------------------ | ------- |
| Djérem      | Tibati         | Lamidat de Tibati            | Mohamadou Hadi Barkindo | 1     | 22.210             |         |
| Faro-et-Déo | Tignère        | Lamidat de Tignère           | Aboubakar Garba         | 1     | 10.732             | 2016 -  |
| Faro-et-Déo | Mayo-Baléo     | Lamidat de Kontcha           | Yerima Bakari Dewa      | 1     | 1.520              |         |
| Mayo-Banyo  | Banyo          | Lamidat de Banyo             | Mohaman Gabdo Yaya      | 1     | 34.980             |         |
| Mbéré       | Meiganga       | Chefferie de Meiganga        | Moussa Sabo             | 1     | 55.728             |         |
| Vina        | Ngaoundéré     | Lamidat de N'gaoundéré       | Mohamadou Hayatou Issa  | 1     | 107.35             |         |

### Centre
Le Ministère de l'Administration territoriale (MINAT) dénombre en octobre 2012, 7 chefferies de premier degré et 166 chefferies de deuxième degré pour la région du Centre.
| Département    | Arrondissement | Dénomination de la chefferie | Nom du chef             | Degré | Nombre d’habitants |
| -------------- | -------------- | ---------------------------- | ----------------------- | ----- | ------------------ |
| Haute-Sanaga   | Lembe-Yezoum   | Yezoum                       | Soumbou Angoula Pierre. | 1     | 2.710              |
| Mfoundi        | Yaoundé III    | Chefferie d’Efoulan          | M.T Assiga              | 1     | 739.200            |
| Lekié          | Obala          | Endinding                    | Tsala Ndzomo            | 1     | 19.955             |
| Lekié          | Okola          | Mvog-Ndama I                 | Jean-Marie Mama         | 1     | 10.645             |
| Nyong-et-Kéllé | Éséka          | Ndog-Ndjoue I                | Gabriel Matip           | 1     | 7.350              |
| Nyong-et-Kéllé | Bot-Makak      | Ndog-Béa Nord                | Louis Mbem              | 1     | 24.512             |
| Mbam-et-Kim    | Ngoro          | Chefferie de Sanaga          | Mveimani Sombo Amba     | 1     | 11.983             |

### Est
Le Ministère de l’Administration territoriale (MINAT) dénombre en octobre 2012, 7 chefferies de premier degré et 59 chefferies de deuxième degré pour la région de l'Est.
| Département | Arrondissement | Dénomination de la chefferie | Nom du chef           | Degré | Nombre d’habitants |
| ----------- | -------------- | ---------------------------- | --------------------- | ----- | ------------------ |
| Haut-Nyong  | Angossas       | Maka-Mboang                  | Jean-Claude Balla 1er | 1     | 14.131             |
| Haut-Nyong  | Atok           | Maka-Bebend                  | Vacant                | 1     | 14.141             |
| Haut-Nyong  | Nguelemendouka | Omvang-Sekonda               | René Ze Nguele        | 1     | 8.925              |
| Haut-Nyong  | Nguelemendouka | Ebessep                      | Grégoire Langoul      | 1     | 10.341             |
| Haut-Nyong  | Lomié          | Ndzimou                      | ?                     | 1     | 8.400              |
| Kadey       | Batouri        | Kako-Mbonjo                  | Vacant                | 1     | 11.546             |
| Kadey       | Kette          | Baya                         | Mbele Banga           | 1     | ?                  |

### Extrême-Nord
Le Ministère de l’Administration territoriale (MINAT) dénombre en octobre 2012, 19 chefferies de premier degré et 159 chefferies de deuxième degré pour la région de l'Extrême-Nord.
| Département     | Arrondissement | Dénomination de la chefferie | Nom du chef                  | Degré | Nombre d’habitants |
| --------------- | -------------- | ---------------------------- | ---------------------------- | ----- | ------------------ |
| Diamaré         | Maroua         | Lamidat de Maroua            | Bakari Yerima Bouba          | 1     | 130.585            |
| Diamaré         | Bogo           | Lamidat de Bogo              | BELLO MOHAMADOU              | 1     | 47.019             |
| Mayo-Tsanaga    | Mokolo         | Lamidat de Mokolo            | Yacouba Mohamadou Mourtalla  | 1     | 12.841             |
| Mayo-Tsanaga    | Mokolo         | Lamidat de Matakam-sud       | Djeguele Zogue               | 1     | 106.385            |
| Mayo-Danay      | Yagoua         | Chefferie de Yagoua          | Litassou Makaïni             | 1     | 60.766             |
| Mayo-Danay      | Kar-Hay        | Chefferie de Doukoula        | Luc Ayang                    | 1     | 37.985             |
| Mayo-Danay      | Kalfou         | Chefferie de Kalfou          | Yerima Hamadou Tomboutou     | 1     | 13.900             |
| Mayo-Sava       | Maga           | Chefferie de Guirvindig      | Ampou Agourda                | 1     | 27.875             |
| Mayo-Sava       | Mora           | Sultanat de Wandala          | El Hadj Yerima Brahim Boukar | 1     | 48.175             |
| Mayo-Kani       | Kaélé          | Chefferie de Kaélé           | El Hadj Abubakar Wabi        | 1     | 16.710             |
| Mayo-Kani       | Kaélé          | Chefferie de Midjiving       | Moussa Lame                  | 1     | 11.881             |
| Mayo-Kani       | Kaélé          | Lamidat de Doumrou           | Aminou Ahmadou               | 1     | 6.750              |
| Mayo-Kani       | Pohri          | Chefferie de Bizili          | Dakreo Dourga                | 1     | 8.150              |
| Mayo-Kani       | Guidiguis      | Lamidat de Guidiguis         | Sadou                        | 1     | 12.275             |
| Mayo-Kani       | Mindif         | Lamidat de MIndif            | Oumarou                      | 1     | 73.230             |
| Mayo-Kani       | Moutourwa      | Chefferie de Moutourwa       | Bassoro Diwaoui              | 1     | 17.150             |
| Logone-et-Chari | Logone-Birni   | Sultanat de Logone-Birni     | Mahamat Bahar Marouf         | 1     | 24.835             |
| Logone-et-Chari | Kousséri       | Sultanat de Kousséri         | Mahamat ABBA II              | 1     | 14.675             |
| Logone-et-Chari | Goulfey        | Sultanat de Goulfey          | Ali Mahamat                  | 1     | 19.250             |

### Littoral
Le Ministère de l’Administration territoriale (MINAT) dénombre en octobre 2012, 11 chefferies de premier degré et 50 chefferies de deuxième degré pour la région du Littoral.
| Département     | Arrondissement | Dénomination de la chefferie | Nom du chef                          | Degré | Nombre d’habitants | Période |
| --------------- | -------------- | ---------------------------- | ------------------------------------ | ----- | ------------------ | ------- |
| Moungo          | Melong         | Chefferie de Mbo             | Mbappe Pandong                       | 1     | 36.253             |         |
| Moungo          | Njombe-Penja   | Chefferie Bonkenng-Penja     | Dieudonné Dissake                    | 1     | 51.256             |         |
| Moungo          | Mbanga         | Chefferie Balong             | Magellan Moukete Ngoh                | 1     | 152.163            |         |
| Moungo          | Dibombari      | Chefferie Pongo              | Théodore Toto Bekombo                | 1     | 9.178              |         |
| Sanaga-Maritime | Édéa           | Chefferie Édéa-Bakoko        | William Ndong-Tsombe                 | 1     | 11.296             |         |
| Wouri           | Douala 1er     | Chefferie Bell               | Jean-Yves Eboumbou Douala Manga Bell | 1     | 18.265             |         |
| Wouri           | Douala 1er     | Chefferie Akwa               | Louis Din Dika Akwa                  | 1     | 56.138             |         |
| Wouri           | Douala 1er     | Chefferie Deïdo              | Fréderic James Ekwalla -Essaka       | 1     | 22.156             | 2013 -  |
| Wouri           | Douala 3e      | Chefferie Bakoko             | S. Jamil Madiba Songue               | 1     | ?                  | 2023 -  |
| Wouri           | Douala 3e      | Chefferie Bassa              | Gaston Mbody Epee                    | 1     | 35.248             |         |
| Wouri           | Douala 4e      | Chefferie Bele-Bele          | Paul Milord Mbappe Bwanga            | 1     | 20.956             |         |

### Nord
Le Ministère de l’Administration territoriale (MINAT) dénombre en octobre 2012, 5 chefferies de premier degré et 33 chefferies de deuxième degré pour la région du Nord.
| Département | Arrondissement | Dénomination de la chefferie | Nom du chef           | Degré | Nombre d’habitants |
| ----------- | -------------- | ---------------------------- | --------------------- | ----- | ------------------ |
| Bénoué      | Garoua         | Lamidat de Garoua            | Ibrahim El Rachidine  | 1     | 106.575            |
| Bénoué      | Bibemi         | Lamidat de Bibemi            | Daouda Aladji         | 1     | 26.618             |
| Mayo-Rey    | Rey-Bouba      | Lamidat de Rey-Bouba         | Aboubakary Abdoulaye  | 1     | 75.150             |
| Mayo-Louti  | Figuil         | Chefferie de Lam             | MONGLO SINGAI Charles | 1     | 18.150             |
| Mayo-Louti  | Mayo-Oulo      | Chefferie de Mayo-Oulo       | Ahmadou babale        | 1     | 17.135             |

### Nord-Ouest
Le Ministère de l’Administration territoriale (MINAT) dénombre en octobre 2012, 5 chefferies de premier degré et 123 chefferies de deuxième degré pour la région du Nord-Ouest. Dans cette région, les chefferies sont principalement appelées des fondoms et le chef traditionnel est appelé fon.
| Département | Arrondissement | Dénomination de la chefferie | Nom du chef         | Degré | Nombre d’habitants |
| ----------- | -------------- | ---------------------------- | ------------------- | ----- | ------------------ |
| Mezam       | Bamenda        | Chefferie Mankon             | Angwafor III        | 1     | 31.255             |
| Mezam       | Bali           | Chefferie Bali-Nyongha       | Ganyonga III Bikaï  | 1     | 28.276             |
| Mezam       | Bafut          | Chefferie Bafut              | John Neba Abuabi II | 1     | 31.253             |
| Bui         | Kumbo          | Chefferie Nso                | P. Wirba Mbinglo    | 1     | 158.553            |
| Boyo        | Fundong        | Chefferie Kom                | Vincent Yuh II      | 1     | 73.703             |

### Ouest
La région est le berceau du Royaume bamoun et des Chefferies Bamilékés. Le Ministère de l’Administration territoriale (MINAT) dénombre en octobre 2012, 11 chefferies de premier degré et 123 chefferies de deuxième degré pour la région de l’Ouest. La plupart de ces chefferies sont Bamilékés.
| Département | Arrondissement | Dénomination de la chefferie | Nom du chef                          | Degré | Nombre d’habitants |
| ----------- | -------------- | ---------------------------- | ------------------------------------ | ----- | ------------------ |
| Bamboutos   | Babadjou       | Chefferie de Babadjou        | Jean-Marie Penandjo                  | 1     | 13 971             |
| Bamboutos   | Batcham        | Chefferie de Bangang         | Joseph Momo                          | 1     | 83 817             |
| Bamboutos   | Batcham        | Chefferie de Batcham         | Adrien Djeutsa Sonkoué               | 1     | 29.155             |
| Menoua      | Dschang        | Chefferie de Foto            | Guy Bertrand Momo Soffack Ier        | 1     | 63 161             |
| Menoua      | Nkong-Ni       | Chefferie de Bafou           | Victor Kana                          | 1     | 53 367             |
| Haut-Nkam   | Banka          | Chefferie de Banka           | Paul Arnaud Monkam Toukam            | 1     | 12 264             |
| Haut-Nkam   | Bana           | Chefferie de Bana            | Sikam Happi V                        | 1     | 5.053              |
| Mifi        | Bamougoum      | Chefferie de Bamougoum       | Jacques Fotso Kankeu                 | 1     | 25.281             |
| Ndé         | Bangangté      | Chefferie de Bangangté       | Njih Mohnlu Seidou Pokam             | 1     | 29.135             |
| Noun        | Foumban        | Sultanat Bamoun              | Mohamed Nabil Nforifoum Mbombo Njoya | 1     | 210.000            |
| Koung-Khi   | Poumogne       | Chefferie de Bandjoun        | Honoré Djomo Kamga                   | 1     | 48.758             |

### Sud
Le Ministère de l'Administration territoriale (MINAT) dénombre en octobre 2012, 3 chefferies de premier degré et 105 chefferies de deuxième degré pour la région du Sud.
| Département | Arrondissement | Dénomination de la chefferie | Nom du chef           | Degré | Nombre d’habitants |
| ----------- | -------------- | ---------------------------- | --------------------- | ----- | ------------------ |
| Dja-et-Lobo | Bengbis        | Chefferie Bulu de Bengbis    | Étienne Enondji Mvomo | 1     | 7.995              |
| Dja-et-Lobo | Sangmélima     | Chefferie Ndou-Libi          | Thérèse Eloumba Medjo | 1     | 8.075              |
| Océan       | Lolodorf       | Chefferie Ngoumba-Fang       | André Mienam Vilmorin | 1     | 10.982             |

### Sud-Ouest
Le Ministère de l'Administration territoriale (MINAT) dénombre en octobre 2012, 6 chefferies de premier degré et 142 chefferies de deuxième degré pour la région du Sud-Ouest.
| Département | Arrondissement | Dénomination de la chefferie | Nom du chef         | Degré | Nombre d’habitants |
| ----------- | -------------- | ---------------------------- | ------------------- | ----- | ------------------ |
| Fako        | Limbé          | Chefferie Bakweri            | Vacant              | 1     | 31.785             |
| Fako        | Buéa           | Chefferie Bakweri            | Samuel Endeley      | 1     | 20.758             |
| Meme        | Kumba          | Chefferie Bafaw              | Victor Mukete       | 1     | 42.133             |
| Manyu       | Mamfé          | Chefferie Bayangi            | Godson Orock Oben   | 1     | 10.577             |
| Lebialem    | Fontem         | Chefferie Fontem             | Lucas Fontem Njifua | 1     | 16.076             |
| Lebialem    | Wabane         | Chefferie Bamumbu            | Lekunze Nebongwe II | 1     | 17.198             |